# ولسوالی زنده‌جان
ولسوالی زنده‌جان یا پوشنگ یکی از ولسوالی‌های ولایت هرات افغانستان است. این ولسوالی پیشتر به عنوان یک علاقه‌داری شناخته می‌شد. مرکز این ولسوالی زنده‌جان می باشد.
ابن حوقل جغرافی‌دان مسلمان قرن چهارم هجری قمری طی مشاهداتش از هرات درباره پوشنگ چنین می نویسد:
اما منطقه پوشنگ دارای سه شهر است:کره، فرگرد و خرگرد که بزرگترین ایشان پوشنگ است، به اندازه نصف هرات. بناهای پوشنگ از گچ اند نه چون بناهای هرات و آب و درختان فراوان دارد مثل درخت عرعر که در سرتاسر خراسان نظیر آن نیست. پوشنگ حصاری است و سه درواز دارد:دروازه علی، دروازه هرات و دروازه قهستان.
در این ولسوالی تعدادی روستا نیز وجود دارد که بعضی از آنها عبارت‌اند از شکیبان (که بزرگ‌ترین آن‌هاست)، رباط بالا و پایین و چند تای دیگر. هریرود از میان روستای شکیبان عبور می‌کند. مردم آنجا در روز اول عید نوروز که به آن (میله) می‌گویند به مکانی به نام (شادجای) می‌روند و روز اول روز عید مردان و روز دوم عید زنان و بچه‌هاست. از سرگرمی‌های آنان تخم مرغ جنگی است که در عید این کار زیاد دیده می‌شود.
مردم این ولسوالی همه مسلمان و سنی هستند.